# Bangor City FC
Bangor City Football Club, velšsky Clwb Pêl-droed Dinas Bangor, je velšský fotbalový klub z města Bangor. Založen byl roku 1876. Třikrát vyhrál Welsh Premier League (1993–94, 1994–95, 2010–11) a osmkrát velšský fotbalový pohár (1889, 1896, 1962, 1998, 2000, 2008, 2009, 2010).

## Kompletní výsledky v evropských pohárech
Liga mistrů UEFA:
| Sezóna  | Kolo  |        | Soupeř       | Doma | Venku | Celkem |
| ------- | ----- | ------ | ------------ | ---- | ----- | ------ |
| 2011–12 | 2.př. | Finsko | HJK Helsinki | 0–3  | 0–10  | 0–13   |

Evropská liga UEFA:
| Sezóna  | Kolo  |             | Soupeř      | Doma | Venku | Celkem |
| ------- | ----- | ----------- | ----------- | ---- | ----- | ------ |
| 2009–10 | 2.př. | Finsko      | FC Honka    | 0–1  | 0–2   | 0–3    |
| 2010–11 | 2.př. | Finsko      | FC Honka    | 2–1  | 1–1   | 3–2    |
|         | 3.př. | Portugalsko | CS Marítimo | 1–2  | 2–8   | 3–10   |

Pohár vítězů pohárů:
| Sezóna  | Kolo |           | Soupeř          | Doma | Venku | Celkem |
| ------- | ---- | --------- | --------------- | ---- | ----- | ------ |
| 1962–63 | 1.   | Itálie    | S.S.C. Napoli   | 2–0  | 1–3   | 3–3    |
| 1985–86 | 1.   | Norsko    | Fredrikstad FK  | 0–0  | 1–1   | 1–1    |
|         | 2.   | Španělsko | Atlético Madrid | 0–2  | 0–1   | 0–3    |
| 1998–99 | Př.  | Finsko    | FC Haka         | 0–2  | 0–1   | 0–3    |

Pohár UEFA:
| Sezóna  | Kolo |                     | Soupeř         | Doma | Venku | Celkem |
| ------- | ---- | ------------------- | -------------- | ---- | ----- | ------ |
| 1994–95 | Př.  | Island              | ÍA Akranes     | 1–2  | 0–2   | 1–4    |
| 1995–96 | Př.  | Polsko              | Widzew Łódź    | 0–4  | 0–1   | 0–5    |
| 2000–01 | Př.  | Švédsko             | Halmstads BK   | 0–7  | 0–4   | 0–11   |
| 2002–03 | Př.  | Srbsko a Černá Hora | FK Smederevo   | 1–0  | 0–2   | 1–2    |
| 2008–09 | Př.  | Dánsko              | FC Midtjylland | 1–6  | 0–4   | 1–10   |